# Hachisuka (Klan)

Wappen der Hachisuka (Hachisuka manji).

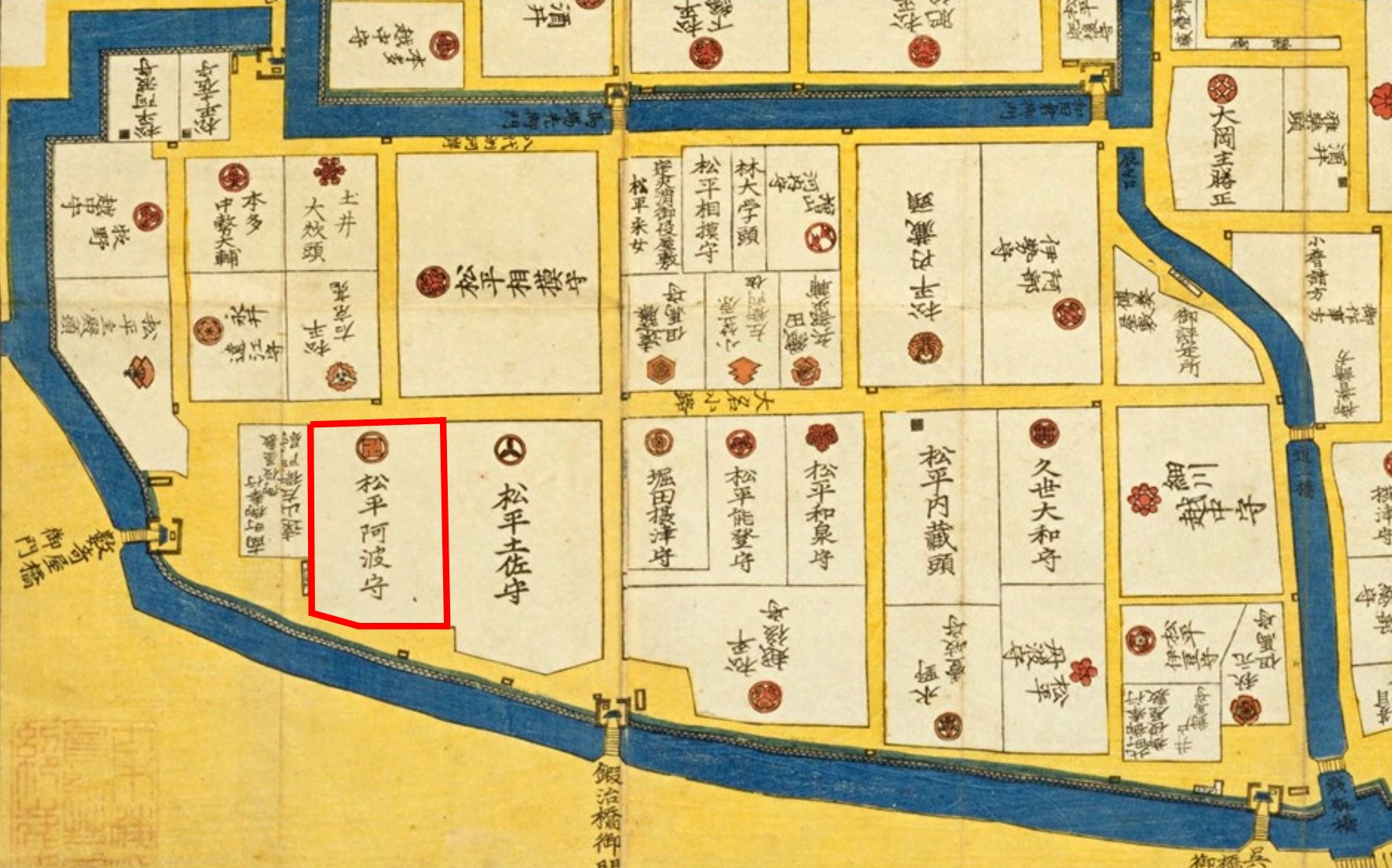
Hachisuka-Residenz in Edo (heute Yurakuchō).

Die Hachisuka (japanisch 蜂須賀氏, Hachisuka-shi) waren eine Familie des japanischen Schwertadels (Buke), die sich von den Seiwa-Genji über Shiba Takatsune († 1367) ableitete. Mit einem Einkommen von zeitweilig 258.000 Koku aus dem Fürstentum Tokushima (Vorläufer der Präfektur Tokushima) gehörten die in der Stadt Tokushima residierenden Hachisuka zu den großen Tozama-Daimyō der Edo-Zeit.

## Genealogie
- Masatoshi (正利; 1504–1553)
- Masakatsu (正勝; 1525–1585), Sohn des Masatoshi, diente nacheinander Saitō Toshimasa, Oda Nobunaga und schließlich Toyotomi Hideyoshi. Dieser gab ihm den Ehrentitel Shuri no daibu[A 1] und stattet ihn mit einem Einkommen von 10.000 koku aus. Sitz war Burg Tatsuno in der Provinz Harima.
- Iemasa (家政; 1558–1638), ein Sohn Masakatsus, nahm an der von Hideyoshi angeordneten Expedition nach Shikoku teil und etablierte sich 1585 in Tokushima (Provinz Awa). Er nahm auch am Korea-Feldzug teil, aber weigerte sich Toyotomi Hideyori gegenüber, an der Schlacht von Sekigahara teilzunehmen und überließ den Han seinem Sohn Yoshishige. Iemasa war Christ.
- Yoshishige (至鎮[A 2]; 1586–1620) nahm 1600 an der Seite von Tokugawa Ieyasu an der Schlacht von Sekigahara teil, worauf er den Titel „Awa no kami“ und ein auf 186.000 koku erhöhtes Einkommen erhielt. Nach der erfolgreichen Belagerung von Ōsaka erhielt er die Insel Awaji und ein nochmal erhöhtes Einkommen von 258.000 koku.

Die Hachisuka regierten in Tokushima mit dem Ehrentitel Awa no kami bis zur Meiji-Restauration. Letzter Daimyō war 
- Mochikaki (茂韶; 1846–1918). Er und seine Nachfolger wurden dann in den Fürsten-Rang erhoben.